# Mina Kimberley

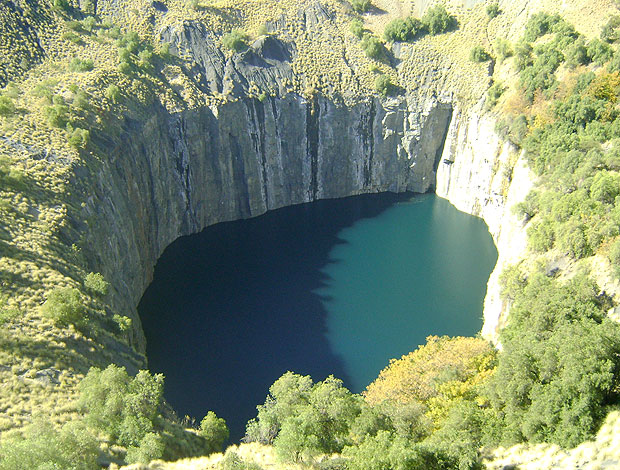
Big Hole atualmente.

As Minas de Kimberley situam-se nos arredores da cidade de Kimberley, na província do Cabo Setentrional, África do Sul. Juntamente com as minas de De Beers, Du Toitspan, Wesselton e Bultfontein, estas formam as cinco minas de diamantes mais importantes a nível mundial.

Foram descobertas em 1859 por um habitante da região, e três anos depois era constituída a cidade de Kimberley. As minas de Kimberly foram exploradas até 1914, e produziram cerca de 15 milhões de quilates. Ligada a esta mina, estiveram os irmãos De Beers, que deram o seu nome à sociedade mineira fundada por Cecil Rhodes em 1889.

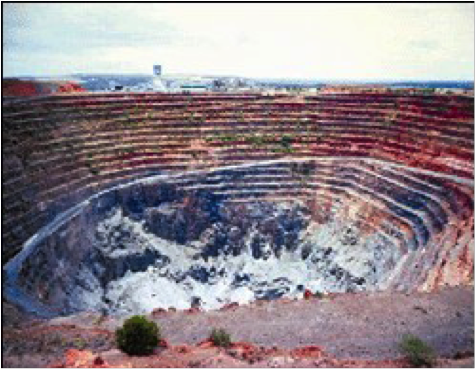
Grande buraco.

As Minas de Kimberley ( também conhecido como ''big hole") eram uma colina de topo achatado, onde há 150 anos atrás foi descoberta maior incidência de diamantes do mundo.
Quando descobriram que havia diamantes naquela área, cerca de 50 mil garimpeiros foram escavar a mina, não levando nada mais do que pás e picaretas , construindo assim o maior buraco escavado manualmente pelo homem. Extraíram aproximadamente 2720 kg de diamante.
Tudo começou em 1866, anos depois a colina perdeu a forma devido ás atividades humanas de mineração (retirando cerca de 22,5 milhões de toneladas de terra).

Atualmente o continente Africano se esforça em tornar a Mina de Kimberley em uma atração turística.

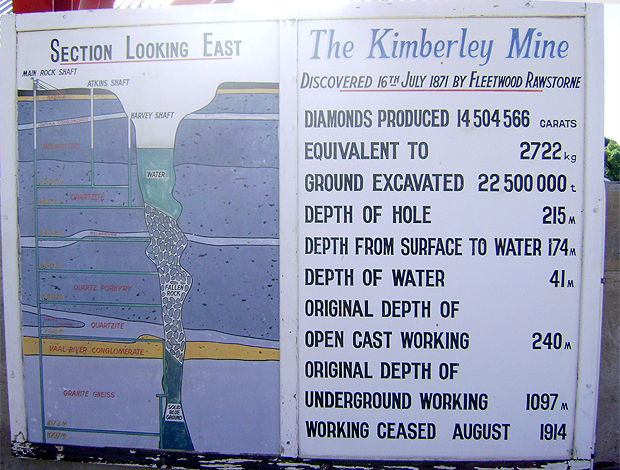
Desenho esquemático informa as profundidades e a quantidade de pedras extraídas do Big Hole.